# RAAF Base Curtin

i7
i11
i13
Die RAAF Base Curtin, manchmal auch RAAF Curtin (IATA-Code: DCN, ICAO-Code: YCIN), ist ein Flugplatz nahe der Stadt Derby an der Nord-Küste von Westaustralien. Sie ist eine „Bare base“ der Royal Australian Air Force und wird als ziviler Flughafen genutzt.
Die Basis ist nach dem ehemaligen Premierminister John Curtin benannt.

## Geschichte
Der Flughafen ist die erste größere Militäranlage, die in Australien nach dem Zweiten Weltkrieg gebaut wurde. Baubeginn war 1983, eröffnet wurde die Basis am 11. Juni 1988.
Bis 2013 wurde die Basis zweimal aktiviert, ein weiteres Mal 2016 als Teil der Übung „Northern Shield“.
In den späten 90er Jahren wurde auf dem Gelände das Curtin Immigration Reception and Processing Centre eröffnet, welches 2002 geschlossen wurde. Im April 2010 kam es zur Wiedereröffnung, um circa 60 sri-lankische und afghanische Asylsuchende zu beherbergen, deren Aufenthaltsgenehmigungen suspendiert wurden.
Im Jahr 2007 wurden erstmals seit 1992 wieder Direktflüge von Perth nach Derby angeboten, nachdem Ansett Australia die Verbindung in den frühen Neunzigern eingestellt hatte. Jedoch stellte die Fluggesellschaft Virgin ihre Direktflüge 2016 wegen mangelnder Nachfrage ebenfalls ein.
Im August 2024 vereinbarten Australien und die USA eine Mitnutzung durch die United States Air Force (USAF). Die USAF bauen die Basis insbesondere für Einsätze von Seefernaufklärern sowie weiteren Aufklärungsflugzeugen aus.